# Canaletto
Giovanni Antonio Canal, poznat kao Canaletto (Venecija, 18. listopada 1697. – Venecija, 20. travnja 1768.) bio je talijanski slikar; najznačajniji rokoko slikar veduta gradova Venecije, Rima i Londona.

## Životopis
Canaletto je bio učenik i suradnik svojeg oca, slikara kazališnih dekoracija Bernarda Canala, i L. Carlevarisa u Veneciji. Neko vrijeme školovao se u Rimu, gdje je slikao krajolike iz rimske okolice, a potom se oko 1720. godine vratio u Veneciju i posvetio se topografski točnom prikazivanju prizora iz stvarnoga života rodnog grada. Njegovo djelo je uskoro doživjelo uspjeh, a engleska se elita pokazala njegovim najoduševljenijim pokroviteljem. Zato se Canaletto 1746. godine seli u London, te idućih deset godina slika brojne krajolike, gradske vedute i prikaze seoskih kuća. Tijekom tog vremena počinju se zapažati promjene u rasponu boja kojima se služi. Tu hladniju i tamniju paletu boja više koriste njegovi učenici: Francesco Guardi i njegov nećak, Bernardo Belloto (također poznat kao Canaletto).

## Djela
Canaletto originalno toplim magličastim koloritom vješto slika perspektive i vjerno, gotovo scenografski reproducira arhitekturu i detalje s pročelja kuća i crkava. Znao je impresivno dočarati atmosferu, a često gradske eksterijere oživljava skupinama likova. Za postizanje kompozicije i minuciozne točnosti služi se uređajem camera obscura (napravom koja uz pomoć konveksne leće smještene u otvoru projicira sliku eksterijera na ravnu površinu) kako bi širokokutnu perspektivu uspio prenijeti na platno. Služenje takvim tehničkim pomagalima nimalo ne umanjuje njegovu vještinu slikanja svjetla, kao ni neposrednost njegovih likova koje prikazuje sa svega nekoliko poteza kistom. Kasnije više slika prema svojim starim predlošcima s crteža.
Canaletto je naslikao brojne vedute (Canal Grande; Duždeva palača i Riva degli Schiavoni; Obala Temze; Pogled na Whitehall), često ponavljajući teme, ali uvijek na drugi način, pa mu je stil zato lako prepoznatljiv iako su i mnogi drugi umjetnici radili na sličnim temama.
- Veduta s Duždevom palačom
- Canal Grande, 1738., Nacionalna galerija, London.
- Dolazak Francuza u Veneciju, 1740., 181 × 259,5 cm, Ermitaž, Sankt-Peterburg
- Pogled na Temzu, 1747., ulje na platnu, 105 x 117,5 cm, West Sussex.

## Vanjske poveznice
- Fundacija Canaletto  Arhivirana inačica izvorne stranice od 5. studenoga 2020. (Wayback Machine) - više od 335 Canalettovih slika.